# ميدالية صموئيل فينلي بريزي مورس
تم تأسيس وسام صموئيل فينلي بريزي مورس عام 1902. تم تصميم هذه الميدالية من قِبَل لورا جي فريزر من قبل الجمعية الجغرافية الأمريكية المجتمع الجغرافي الامريكي من أجل «الإنجازات والريادة في البحث الجغرافي».

## التاريخ
كان صموئيل فينلي بريس مورس رسامًا، ولكنه كان أيضًا مخترعًا معروفًا. بعد السفر المكثف في أوروبا، اخترع مورس أول تسجيل للتلغراف، الذي قدّمه في براءة اختراع في عام 1837 على شكل نظام من النقاط والطرود، مجهزة مع قاموس وكلمات، والذي عُرف في وقت لاحق باسم شفرة مورس. بعد وفاته في 2 أبريل 1872، أصبحت الجمعية تمول الأموال «لتشجيع البحث الجغرافي».

## الحائزون على الجائزة
تلقى الأشخاص التاليون الجائزة في العام المحدد:
- 1928: السير جورج هوبرت ويلكنز
- 1945: آرتشر م. هنتنغتون
- 1952: جيلبرت جروسفينور
- 1966: تشارلز ب. هيتشكوك
- 1968: ويلما بي فيرتشايلد
- 1975: جون نوبل[2]
- 1986: جون سي ويفر
- 1991: ألكسندر ميلاميد
- 1999: دونالد ج. لويد جونز
- 2001: دوغلاس ماكماينس
- 2004: رونالد افلير
- 2008: جون جولد
- 2008: ريتشارد نولت
- 2009: بابارا بورويكي وويليام روسيل[3]

## روابط خارجية
- Official website